# Chacabuco (kommunhuvudort)
Chacabuco är en kommunhuvudort i Argentina.   Den ligger i provinsen Buenos Aires, i den centrala delen av landet, 190 km väster om huvudstaden Buenos Aires. Chacabuco ligger 73 meter över havet och antalet invånare är 34 587.
Terrängen runt Chacabuco är mycket platt. Det finns inga andra samhällen i närheten.
Runt Chacabuco är det i huvudsak tätbebyggt. Runt Chacabuco är det glesbefolkat, med 20 invånare per kvadratkilometer.